# 辉瑞酶化学奖
辉瑞酶化学奖（英語：Pfizer Award in Enzyme Chemistry，原名“保罗-刘易斯酶化学奖”）是一个生物化学奖，1945年设立，次年首次颁发，由輝瑞赞助，美国化学学会颁发，2022年停止颁发。

## 得主
- 1946年：戴维·E·格林
- 1947年：范倫斯勒·波特（英语：Van Rensselaer Potter）
- 1948年：阿爾伯特·L·勒寧傑（英语：Albert L. Lehninger）
- 1949年：亨利·A·拉迪（英语：Henry A. Lardy）
- 1950年：钱百敦
- 1951年：阿瑟·科恩伯格
- 1952年：伯納德·霍爾克（英语：Bernard Horecker）
- 1953年：厄爾·里斯·史塔特曼（英语：Earl Reece Stadtman）
- 1954年：艾頓·梅斯特（英语：Alton Meister）
- 1955年：保罗·博耶
- 1956年：默頓·F·烏特爾（英语：Merton F. Utter）
- 1957年：G·羅伯特·格林伯格（G. Robert Greenberg）
- 1958年：尤金·P·甘迺迪（英语：Eugene P. Kennedy）
- 1959年：邁納·J·庫恩（英语：Minor J. Coon）
- 1960年：亞瑟·帕迪（英语：Arthur Pardee）
- 1961年：弗蘭克·M·韋納肯斯（Frank M. Huennekens）
- 1962年：杰克·施特罗明格
- 1963年：查爾斯·吉爾瓦格（Charles Gilvarg）
- 1964年：馬歇爾·沃倫·尼倫伯格
- 1965年：弗雷德里克·M·理查茲（英语：Frederic M. Richards）
- 1966年：塞繆爾·B·魏斯（Samuel B. Weiss）
- 1967年：P·羅伊·瓦格洛斯（英语：P. Roy Vagelos）、薩利赫·J·瓦基爾（英语：Salih J. Wakil）
- 1968年：威廉·J·盧特（英语：William J. Rutter）
- 1969年：羅伯特·斯奇姆克（英语：Robert Schimke）
- 1970年：赫爾伯特·韋斯巴赫（英语：Herbert Weissbach (biochemist)）
- 1971年：傑克·普雷斯（Jack Preiss）
- 1972年：埃克哈德·包茲（英语：Ekkehard Bautz）
- 1973年：霍华德·马丁·特明
- 1974年：邁克爾·錢柏林（英语：Michael Chamberlin (biologist)）
- 1975年：馬爾科姆·L·格弗特（Malcolm L. Gefter）
- 1976年：麥可·斯圖亞特·布朗、約瑟夫·里歐納德·戈爾茨坦
- 1977年：斯蒂芬·J·本科维奇
- 1978年：保羅·絲米默爾（英语：Paul Schimmel）
- 1979年：弗雷德里克·C·哈特曼（Frederik C. Hartman）
- 1980年：托马斯·施泰茨
- 1981年：丹尼爾·V·桑蒂（Daniel V. Santi）
- 1982年：理查德·R·伯吉斯（Richard R. Burgess）
- 1983年：保罗·莫德里奇
- 1984年：錢澤南
- 1985年：托马斯·切赫
- 1986年：喬安妮·史特布比
- 1987年：古格里·佩茨科（英语：Gregory Petsko）
- 1988年：約翰·W·科扎里奇（John W. Kozarich）
- 1989年：肯尼斯·A·約翰遜（Kenneth A. Johnson）
- 1990年：詹姆斯·A·威爾斯（英语：James A. Wells）
- 1991年：罗纳德·韦尔
- 1992年：卡爾·帕博（英语：Carl Pabo）
- 1993年：邁克爾·H·蓋爾（英语：Michael H. Gelb）
- 1994年：唐納德·希爾弗特（Donald Hilvert）
- 1995年：傑拉德·喬伊斯
- 1996年：P·安德魯·卡爾普斯（P. Andrew Karplus）
- 1997年：丹尼爾·赫施拉格（英语：Daniel Herschlag）
- 1998年：羅納德·T·雷恩斯（英语：Ronald T. Raines）
- 1999年：大衛·W·克里斯蒂安森（英语：David W. Christianson）
- 2000年：艾瑞克·庫爾（英语：Eric Kool）
- 2001年：魯馬·班納吉（英语：Ruma Banerjee）
- 2002年：卡琳·穆希爾-弗斯特（英语：Karin Musier-Forsyth）
- 2003年：朵洛西·克恩（英语：Dorothee Kern）
- 2004年：威爾弗雷德·A·范德唐克（Wilfred A. van der Donk）
- 2005年：妮可·S·桑普森（Nicole S. Sampson）
- 2006年：詹姆斯·M·伯格（英语：James M. Berger）
- 2007年：尼爾·凱勒（英语：Neil Kelleher (scientist)）
- 2008年：卡斯滕·克雷布斯（Carsten Krebs）
- 2009年：維吉尼亞·科尼什（英语：Virginia Cornish）
- 2010年：瓦赫·班達里安（Vahe Bandarian）
- 2011年：莎拉·奧康納（英语：Sarah O'Connor）
- 2012年：张瑾（英语：Jin Zhang (biochemist)）
- 2013年：凱特·卡羅爾（英语：Kate Carroll）
- 2014年：林和宁
- 2015年：道格拉斯·米切爾（英语：Douglas Mitchell (scientist)）
- 2016年：蜜雪兒·張（英语：Michelle Chang）
- 2017年：艾蜜莉·鮑爾斯庫斯（英语：Emily Balskus）
- 2018年：穆罕默德·賽義德薩阿姆杜斯特（Mohammad Seyedsayamdost）
- 2019年：橫山健一（英语：Kenichi Yokoyama）
- 2020年：拉胡爾·科利（Rahul Kohli）
- 2021年：艾米·K·鮑爾（英语：Amie K. Boal）